# Schifffahrtsweg Rhein-Kleve
Der Schifffahrtsweg Rhein-Kleve (SRK) ist eine 8,5 Kilometer lange Bundeswasserstraße im deutschen Bundesland Nordrhein-Westfalen, für die das Wasserstraßen- und Schifffahrtsamt Rhein zuständig ist. Er verbindet das Industriegebiet der Stadt Kleve mit dem Rhein und zählt zur Wasserstraßenklasse III.

## Verlauf
Der Schifffahrtsweg Rhein-Kleve besteht aus dem Spoykanal und dem unteren Teil des Griethauser Altrheins. Der Spoykanal beginnt als Bundeswasserstraße am Hafen Kleve mit dem Kilometer 1,78 und mündet im Unterwasser der Schleuse Brienen bei Kilometer 4,57 in den Griethauser Altrhein ein. Dieser mündet linksrheinisch mit Kilometer 10,24 in den Rhein bei km 863,93, kurz vor der deutsch-niederländischen Grenze. Zum SRK gehört auch der 570 Meter lange obere Teil des Griethauser Altrheins als sogenannte sonstige Binnenwasserstraße des Bundes.

## Geschichte
Anfang des 15. Jahrhunderts suchte die Stadt Kleve einen unmittelbaren Zugang zum Rhein. Hierzu baute sie den Vorfluter Spoygraben zu einem vier Kilometer langen Schifffahrtskanal aus. 1658 wurde der inzwischen verfallene Kanal wiederhergestellt und bei Brienen mit einer Schleuse zugänglich gemacht. 1809 wurde der Kanal mitsamt der Schleuse durch ein mächtiges Hochwasser mit Eisgang zerstört.
Für das Abfahren von Getreide aus dem Raum Kleve und das Heranbringen von Kohle aus dem Ruhrgebiet war der Wasserweg aber unverzichtbar. Nach einigen Behelfsmaßnahmen übernahm Preußen 1843–1846 den Ausbau von Kanal und Schleuse für ein 300-t-Schiff.
Von 1907 bis 1910 wurde die Wasserstraße den gestiegenen Schiffsgrößen angepasst durch Erweiterung des Spoykanals auf drei Meter Tiefe und 10,5 Meter Sohlenbreite, durch den Neubau einer Schleuse neben der alten für das 600-t-Schiff mit 67 Meter Nutzlänge und 8,6 Meter Breite und durch Ausbaggerungen des inzwischen zum Altrhein gewordenen Rheins.
Beim 1927 erbauten Pumpwerk wurde die Kammer der Schleuse von 1843 als Zuleitung genutzt. 1933 bekam die Schleuse – im Zusammenhang mit Deichbauten – höhere Kammermauern und neue Tore, so dass von da an 1000-t-Schiffe den Kanal bis zum höchsten Schifffahrtswasserstand des Rheins benutzen können. Die Fahrwassertiefe beträgt heute im Kanal 2,5 Meter, auf dem Griethauser Altrhein entspricht sie dem jeweiligen Wasserstand des Rheins am Pegel Emmerich zuzüglich 0,3 Meter. Durch die fortschreitende Erosion des Rheinbetts können die Schiffe aber monatelang den Klever Hafen nur mit Teilladungen anfahren. So ist zweifelhaft, ob die Wasserstraße für die Berufsschifffahrt benutzbar bleibt.
Die Schleuse in Brienen ist seit 2015 außer Betrieb, wodurch der Kanal für Schiffe von und nach dem Rhein nicht mehr erreichbar ist.

## Bilder

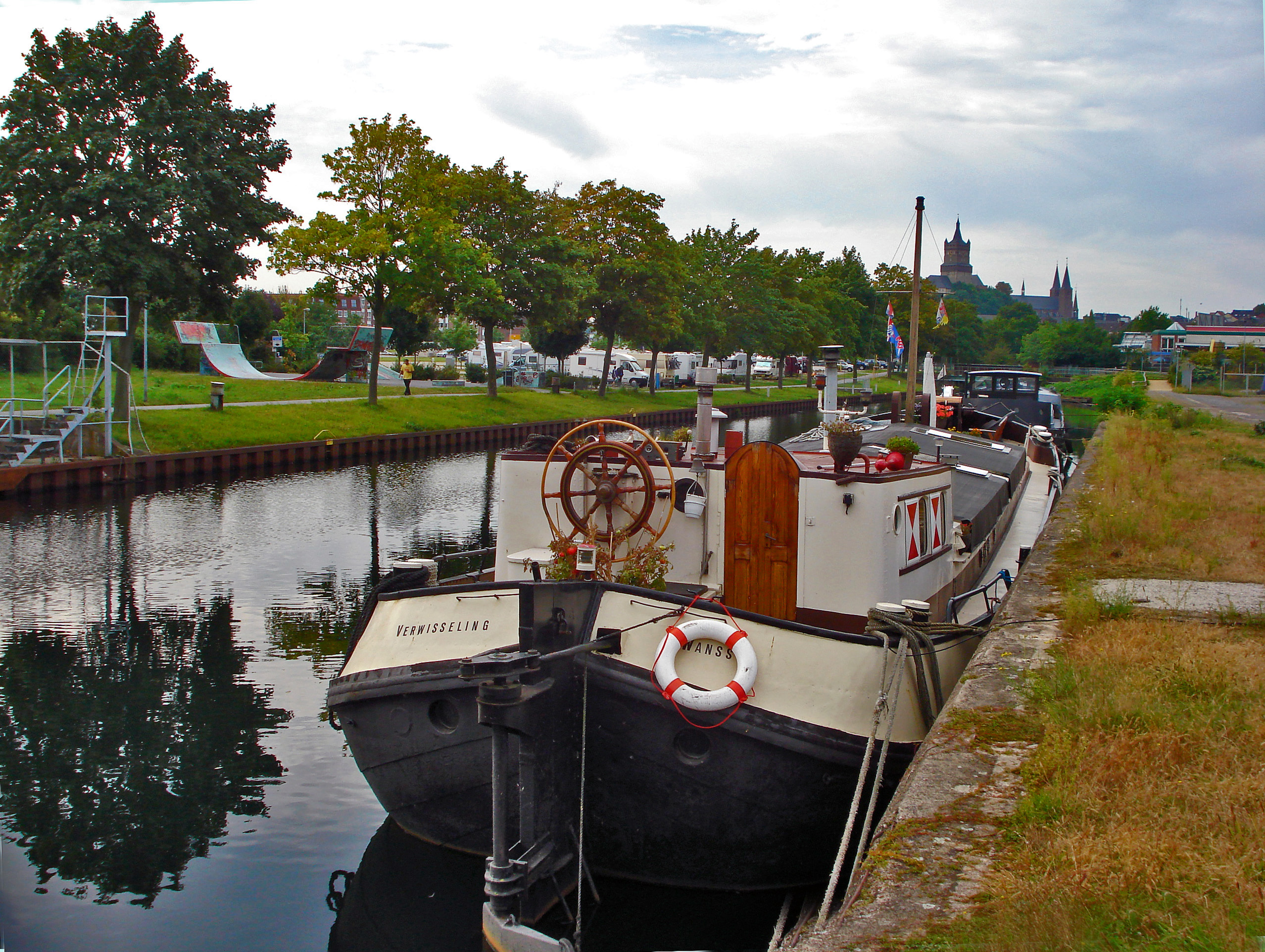
Hafen Kleve (Sept. 2009)
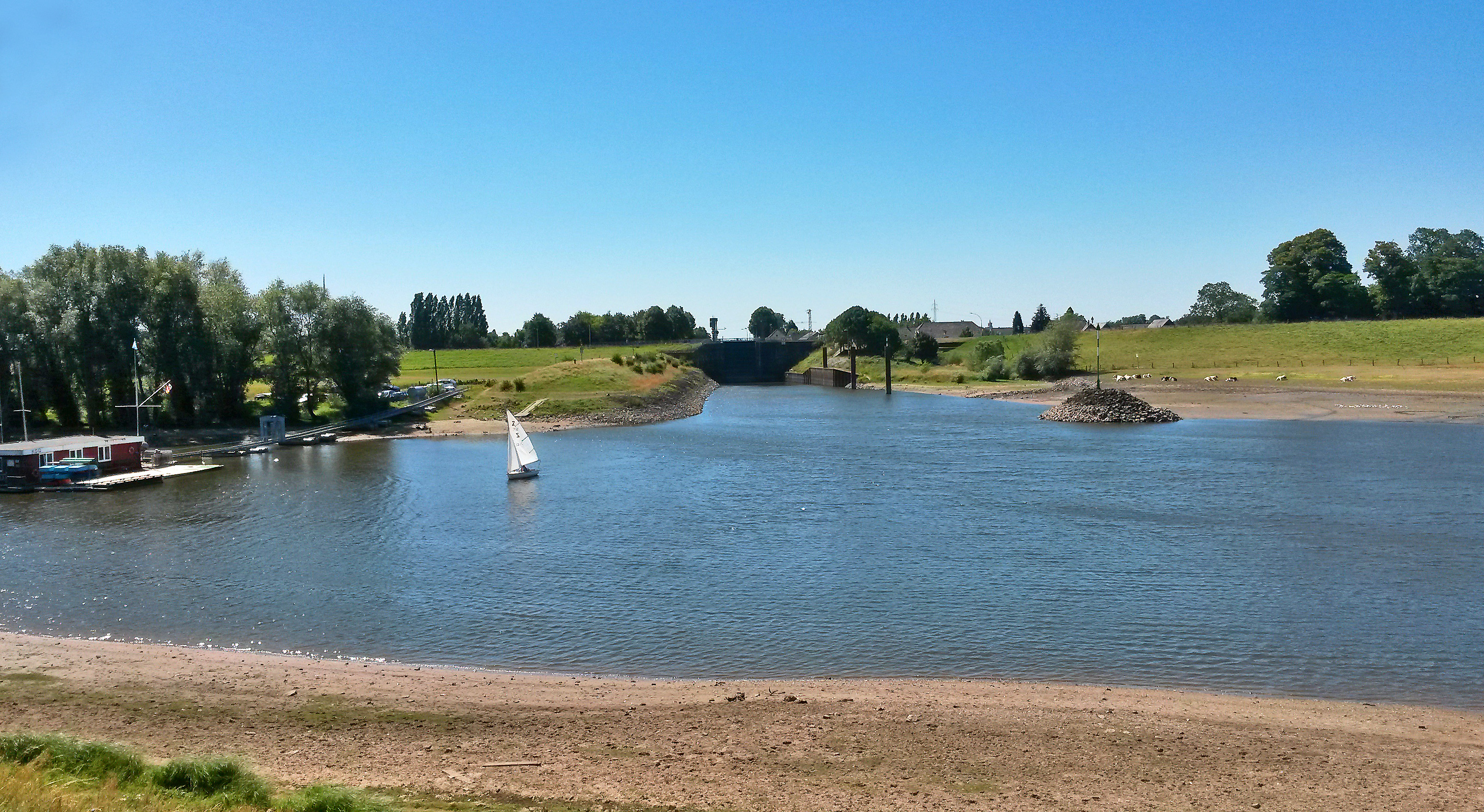
Unterwasser Schleuse Brienen - Griethausener Altrhein (Juli 2018)
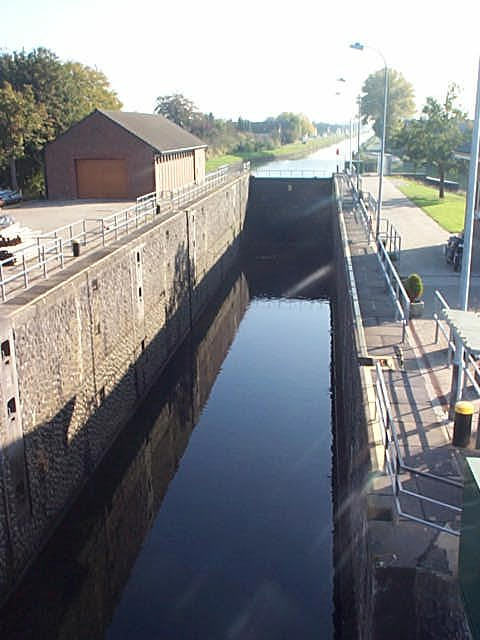
Schleuse Brienen im Spoykanal